# Xylopia ligustrifolia
Xylopia ligustrifolia este o specie de plante angiosperme din genul Xylopia, familia Annonaceae, descrisă de Alexander von Humboldt, Aimé Bonpland și Michel Félix Dunal. Conform Catalogue of Life specia Xylopia ligustrifolia nu are subspecii cunoscute.